# لويس هاي
لويس هاي (بالإنجليزية: Louis Hay)‏ هو مهندس معماري نيوزيلندي، ولد في 14 يناير 1881 في Akaroa ‏ في نيوزيلندا، وتوفي في 4 فبراير 1948.